# Carabunia angulimaculata
Carabunia angulimaculata är en stekelart som beskrevs av Xu och He 2003. Carabunia angulimaculata ingår i släktet Carabunia och familjen sköldlussteklar. Inga underarter finns listade.